# Rosi Mittermaier

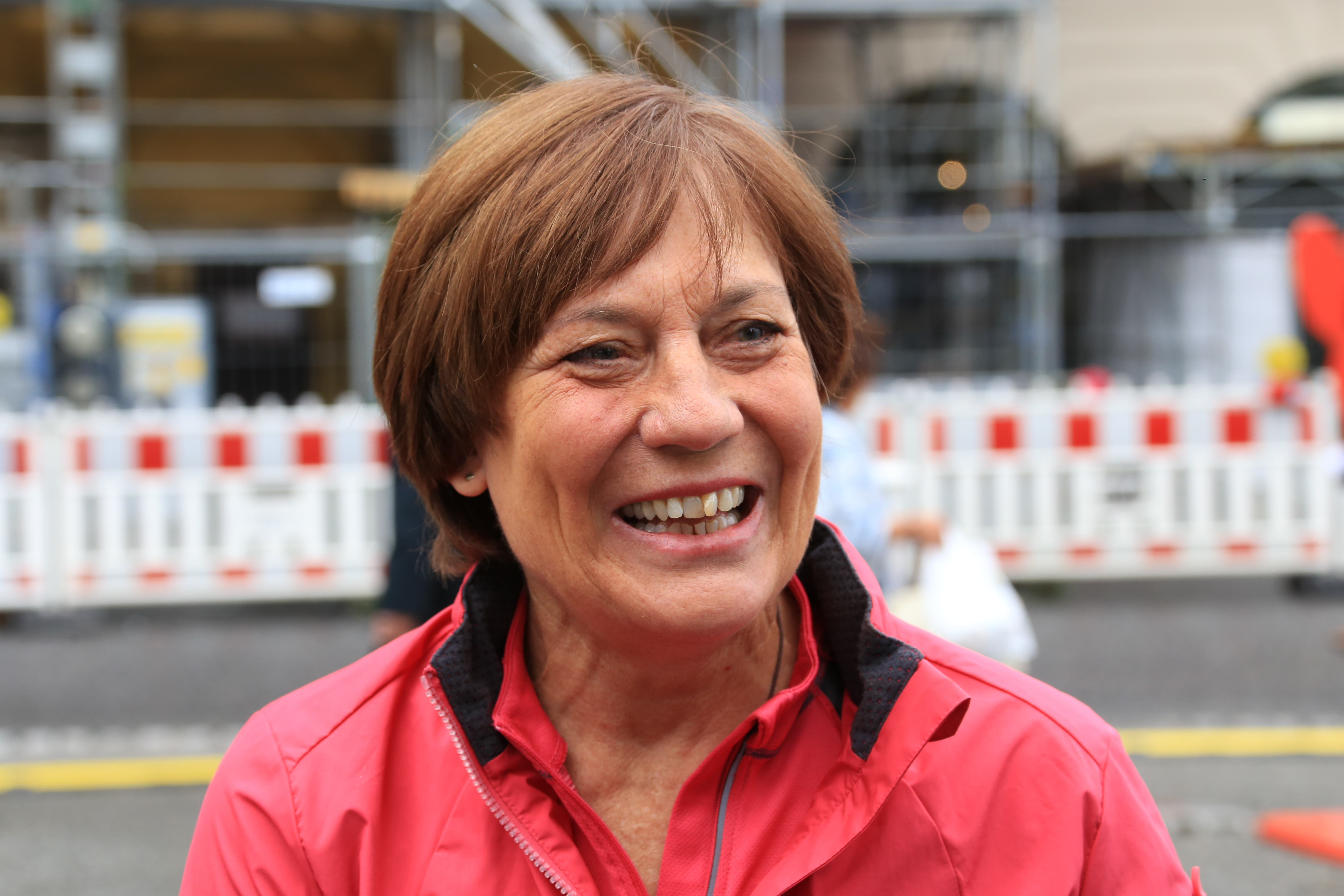
Rosi Mittermaier

Rosemarie Mittermaier-Neureuther (München, 5 augustus 1950 – Garmisch-Partenkirchen, 4 januari 2023) was een Duitse alpineskiester.
Mittermaier was driemaal deelneemster op de Olympische Winterspelen (in 1968, 1972 en 1976).
Op de Winterspelen van 1976, welke tevens als Wereldkampioenschappen alpineskiën golden, behaalde ze haar grootste succes. Ze won op alle drie de olympische disciplines een medaille; ze werd olympisch kampioene en wereldkampioene op de afdaling en de slalom en won de zilveren medaille op de reuzenslalom. Op de combinatie, de enige niet-olympische alpineski discipline, werd ze ook wereldkampioene.
In de Wereldbeker alpineskiën behaalde ze tien dagzeges (8x op de slalom en 1x op de reuzenslalom en combinatie) en stond ze daarnaast nog 31x op het erepodium van een WB-wedstrijd. In 1976 won ze de algemene wereldbeker (over alle disciplines) en de wereldbeker op de slalom en op de combinatie. Ze werd daarmee opvolgster van de Oostenrijkse Annemarie Moser-Pröll die de vijf voorgaande edities had gewonnen.
Ze was getrouwd met de voormalig alpineskiër Christian Neureuther en ze was de moeder van Felix Neureuther.
Rosi Mittermaier stierf na een ernstige ziekte in januari 2023 op 72-jarige leeftijd in Garmisch-Partenkirchen.

## Kampioenschappen
| Jaar | Resultaat | Discipline   | Kampioenschap                 |
| ---- | --------- | ------------ | ----------------------------- |
| 1968 | 24e       | afdaling     | OS/WK Grenoble (Frankrijk)    |
|      | 15e       | reuzenslalom | OS/WK                         |
|      | 10e       | slalom       | OS/WK                         |
| 1970 | 7e        | reuzenslalom | WK Val Gardena (Italië)       |
| 1972 | 6e        | afdaling     | OS/WK Sapporo (Japan)         |
|      | 12e       | reuzenslalom | OS/WK                         |
|      | 17e       | slalom       | OS/WK                         |
| 1974 | 6e        | slalom       | WK Sankt Moritz (Zwitserland) |
| 1976 | Goud      | afdaling     | OS/WK Innsbruck (Oostenrijk)  |
|      | Zilver    | reuzenslalom | OS/WK                         |
|      | Goud      | slalom       | OS/WK                         |
|      | Goud      | combinatie   | WK                            |

## Wereldbeker
| Algemeen       | 1967 | 1968 | 1969 | 1970 | 1971 | 1972 | 1973 | 1974 | 1975  | 1976 |
| -------------- | ---- | ---- | ---- | ---- | ---- | ---- | ---- | ---- | ----- | ---- |
| Eindklassering | 27e  | 14e  | 7e   | 12e  | 14e  | 6e   | 4e   | 7e   | Brons | Goud |

1948: Gretchen Fraser ·
1952: Andrea Mead-Lawrence ·
1956: Renée Colliard ·
1960: Anne Heggtveit ·
1964: Christine Goitschel ·
1968: Marielle Goitschel ·
1972: Barbara Cochran ·
1976: Rosi Mittermaier ·
1980: Hanni Wenzel ·
1984: Paoletta Magoni ·
1988: Vreni Schneider ·
1992: Petra Kronberger ·
1994: Vreni Schneider ·
1998: Hilde Gerg ·
2002: Janica Kostelić ·
2006: Anja Pärson ·
2010: Maria Riesch ·
2014: Mikaela Shiffrin ·
2018: Frida Hansdotter ·
2022: Petra Vlhová
1948: Hedy Schlunegger ·
1952: Trude Beiser ·
1956: Madeleine Berthod ·
1960: Heidi Biebl ·
1964: Christl Haas ·
1968: Olga Pall ·
1972: Marie-Therese Nadig ·
1976: Rosi Mittermaier ·
1980: Annemarie Moser-Pröll ·
1984: Michela Figini ·
1988: Marina Kiehl ·
1992: Kerrin Lee-Gartner ·
1994: Katja Seizinger ·
1998: Katja Seizinger ·
2002: Carole Montillet ·
2006: Michaela Dorfmeister ·
2010: Lindsey Vonn ·
2014: Dominique Gisin & Tina Maze ·
2018: Sofia Goggia ·
2022: Corinne Suter
- Bibsys: 10039319
- Bibliothèque nationale de France: cb15545313x (data)
- CiNii: DA07232412
- Gemeinsame Normdatei: 118582860
- International Standard Name Identifier: 0000 0001 0962 5283
- Library of Congress Control Number: n50000416
- MusicBrainz: 29bc0bd9-60c9-4b5f-9c68-702c84acdb45
- Bibliotheek van het Japanse parlement: 00471754
- Nationale Bibliotheek van Polen: a0000002465897
- Nederlandse Thesaurus van Auteursnamen: 072949805
- Système universitaire de documentation: 116036486
- Virtual International Authority File: 29844001
- WorldCat: E39PBJrm8KyMhg3V8tcvBwqmh3